# Trebsen/Mulde
Trebsen/Mulde este un oraș din landul Saxonia, Germania. Se află la o altitudine de 122 m deasupra nivelului mării. Are o suprafață de 35,03 km². Populația este de 3.813 locuitori, determinată în 30 septembrie 2019, prin actualizare statistică[*].